# José Antonio de Marcos
José Antonio de Marcos y Crespo (Guayaquil, 14 de septiembre de 1782 - Loja,  5 de junio de 1835) fue un religioso y político prócer de la Independencia de Guayaquil.

## Biografía
Fue hijo del español natural de Villafuerte y abogado de la Real Audiencia de Quito Dr. Antonio de Marcos y González y de la guayacheña señora Francisca Crespo y Cassaus. Siendo bautizado el 26 de septiembre a los pocos días de haber nacido. Fue hermano mayor de Francisco de Marcos también prócer de la independencia de Guayaquil y posteriormente vicepresidente de la República del Ecuador.
A principios del siglo XIX recibió el orden sacerdotal en época dónde Guayaquil dependía en lo eclesiástico del Obispado de Cuenca. 
En el año de 1820 mientras se desarrollaban los sucesos de la revolución del 9 de octubre, él se encontraba sirviendo en la Parroquia de Palenque, y al consolidarse el gobierno independiente asistió como diputado de aquella población al Colegio electoral celebrado el 21 de noviembre del mismo año. 
En el año de 1822 perteneció al grupo de los exaltados colombianistas aprobando la anexión de Guayaquil a Colombia siendo uno de los firmantes del acta que se celebró el 31 de julio y contribuyó voluntariamente con 6 pesos para financiar el funcionamiento del hospital militar y de los provisionales que se construyeron porque se encontraban atestados de soldados enfermos y heridos.  Al año siguiente fue elegido representante de Guayaquil junto con José Gorostiza y José Leocadio Llona, padre de Numa Pompilio Llona, pero fue el único que asistió al Congreso que se celebró en Bogotá y se mantuvo cumpliendo sus funciones en los años siguientes de 1824, 1825 y 1826

## Fallecimiento
Ya establecida la república independiente fue diputado en el año de 1833. A los pocos años de haber ejercido ese cargo, falleció en la ciudad de Loja el 5 de junio de 1835.